# Каджар Где Арса
Где Арса Каджар (індонез. Gde Arsa Kadjar) (1937) — індонезійський дипломат. Надзвичайний і Повноважний Посол Індонезії в Києві (Україна) (1997—2001) в Грузії та Вірменії за сумісництвом.

## Життєпис
Народився 17 серпня 1937 року в м. Сингараджа, провінція Балі, Індонезія. У 1966 закінчив Університет Ерлангга в Сурабайа, факультет правознавства. Закінчив курси фахівців закордонних справ.
З 1970 по 1974 — 3-й, 2-й секретар посольства Індонезії в Римі (Італія).
З 1977 по 1981 — 1-й секретар посольства Індонезії у Варшаві (Польща).
З 1981 по 1984 — завідувач відділом країн Східної Європи Управління європейських справ МЗС Індонезії в Джакарті.
З 1984 по 1988 — радник посольства Індонезії в Мадриді (Іспанія).
З 1990 по 1994 — радник-посланець посольства Індонезії в Буенос-Айресі (Аргентина).
З 1994 по 1997 — начальник консульського Управління МЗС Індонезії.
З 1997 по 2001 — Надзвичайний і Повноважний Посол Індонезії в Києві (Україна).